# Snowy Fleet
Gordon Fleet, conocido profesionalmente como Snowy Fleet (Liverpool; 16 de agosto de 1940-19 de febrero de 2025) fue un baterista australiano de origen británico. 

## The Easybeats
Nacido como Gordon Fleet, formó The Easybeats en el albergue de emigrantes de Villawood como batería. El grupo estaba formado por Gordon (que ahora actuaba como "Snowy"), Stevie Wright (voz/originario de Leeds, Inglaterra), Georgie Young (guitarra/de Glasgow, Escocia), Harry Vanda (guitarra) y Dick Diamonde (bajo, ambos de los Países Bajos).
The Easybeats, a menudo comparados con The Beatles en popularidad, tuvieron éxitos en las listas de éxitos entre 1966 y 1968, como: "She's So Fine" (n.º 3, 1965), "Wedding Ring" (n.º 7, 1965), "Women (Make You Feel Alright)" (n.º 4, 1966), "Come and See Her" (n.º 3, 1966), "I'll Make You Happy" (n.º 1, 1966), "Sorry" (n.º 1, 1966), "Friday on My Mind" (n.º 1, 1966) y "Heaven and Hell" (n.º 8, 1967).
La banda se trasladó de Australia a Londres a principios de 1966. Allí grabaron su mayor éxito de ventas, "Friday on My Mind", en septiembre de ese mismo año. Alcanzando el número seis en las listas británicas, convirtió oficialmente al grupo en una banda de éxito internacional.
Fleet dejó The Easybeats en la primavera de 1967, descontento por el tiempo que tenía que pasar lejos de su mujer y sus hijos, y fue sustituido por Tony Cahill. The Easybeats se disolvieron en 1969. En 1986 se produjo una reunión con los miembros originales.
Fleet, con el grupo, ingresó en el Salón de la Fama ARIA en 2005. Él, Wright y Vanda asistieron a la ceremonia.
En 2017, se anunció que The Easybeats tendrían su propia miniserie de dos partes, que se emitiría en la Australian Broadcasting Company (ABC). En la serie, Snowy era interpretado por Arthur McBain.

## Vida personal
En su vida posterior, Fleet se convirtió en un constructor de éxito en Perth, Australia Occidental, y ahora dirige un estudio de ensayo con sede en Jandakot, Australia Occidental.
Fleet fue el único miembro de los Easybeats que asistió al funeral del líder Stevie Wright en enero de 2016.